# Mercer megye (Kentucky)
Mercer megye az Amerikai Egyesült Államokban, azon belül Kentucky államban található. Megyeszékhelye és legnagyobb városa Harrodsburg. Lakosainak száma 22 641 fő (2020. április 1.). Mercer megye Woodford, Jessamine, Garrard, Boyle, Washington és Anderson megyékkel határos.

## Népesség
A megye népességének változása:
| Lakosok száma | 21 338 | 21 255 | 21 336 | 21 349 | 21 407 | 22 641 |
|               | 2010   | 2011   | 2012   | 2013   | 2015   | 2020   |